# Mad Professor

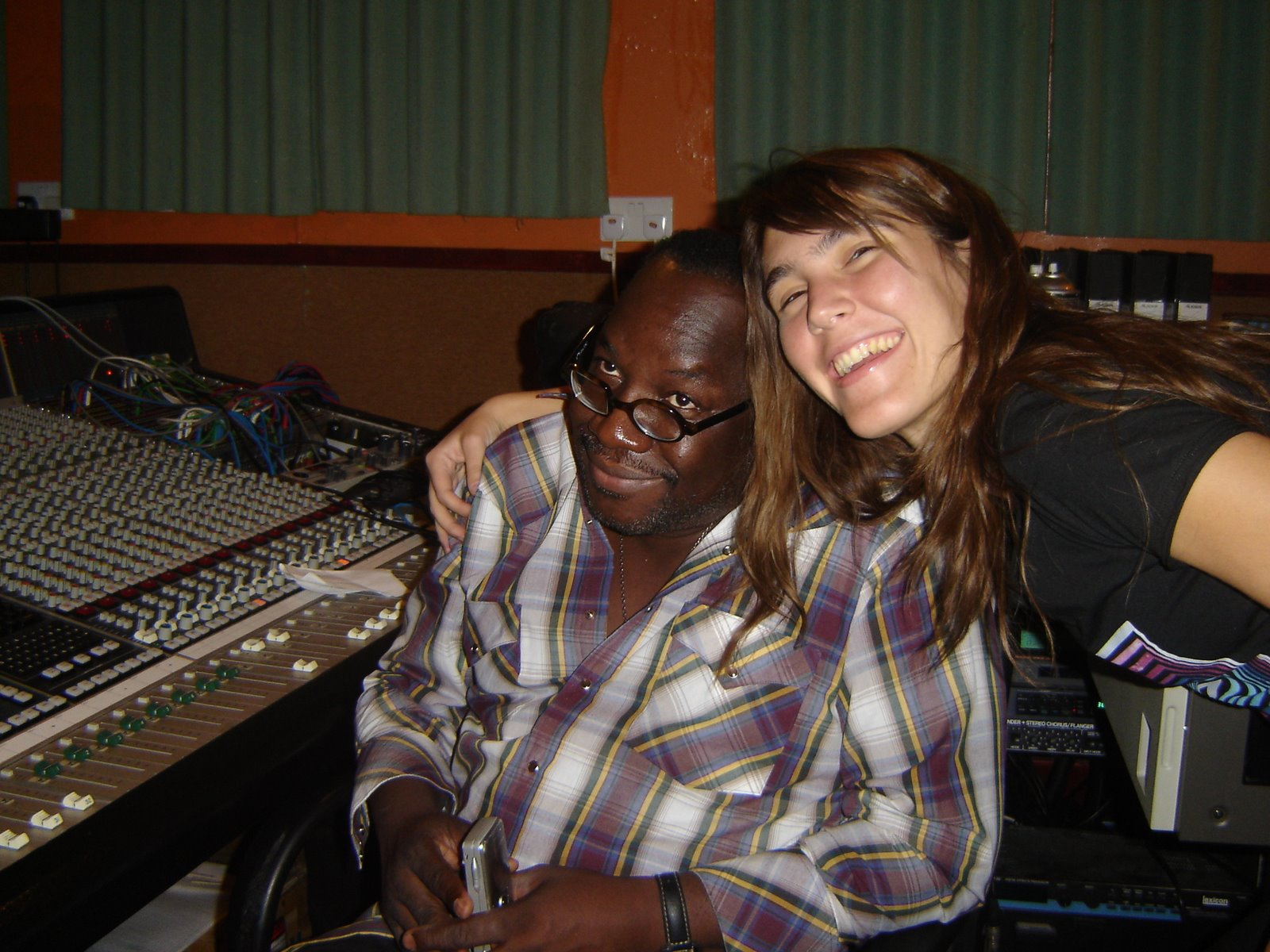
Mad Professor

Mad Professor, właśc. Neil Fraser (ur. 1955 w Georgetown) – gujański twórca muzyki oraz remiksów z gatunku dub, producent, znany ze współpracy z twórcami muzyki reggae takimi jak: Lee „Scratch” Perry, Sly and Robbie, Pato Banton, Jah Shaka czy Horace Andy, również z artystami innych nurtów (Sade, Massive Attack, The Orb).
Twórca londyńskiego studio nagraniowego Ariwa (1979) zajmującego się szeroko pojętą muzyką reggae. W jego studio nagrał trzy swoje albumy polski zespół Izrael 1991 (1991), Dża ludzie (2008) oraz Izrael meets Mad Professor & Joe Ariwa (2010).
Występował kilkukrotnie w Polsce m.in. w warszawskich klubach Proxima (z Macka B 05.05.1999), Palmiarnia (03.03.2000 r.), CDQ (z Lee „Scratch” Perrym (07.09.2002)) oraz w łódzkim Klubie Wytwórnia (z synem Joe Ariwą i Macka B, 10 września 2010, w ramach Soundedit '10). Ostatni jego występ w Polsce odbył się w grudniu 2013 w Białymstoku.